# Glifo Braille 1
| ⠀ | ⠁ | ⠃ | ⠉ | ⠙ | ⠑ | ⠋ | ⠛ | ⠓ | ⠊ | ⠚ | ⠈ | ⠘ |
| ⠄ | ⠅ | ⠇ | ⠍ | ⠝ | ⠕ | ⠏ | ⠟ | ⠗ | ⠎ | ⠞ | ⠌ | ⠜ |
| ⠤ | ⠥ | ⠧ | ⠭ | ⠽ | ⠵ | ⠯ | ⠿ | ⠷ | ⠮ | ⠾ | ⠬ | ⠼ |
| ⠠ | ⠡ | ⠣ | ⠩ | ⠹ | ⠱ | ⠫ | ⠻ | ⠳ | ⠪ | ⠺ | ⠨ | ⠸ |
| ⠀ | ⠂ | ⠆ | ⠒ | ⠲ | ⠢ | ⠖ | ⠶ | ⠦ | ⠔ | ⠴ | ⠐ | ⠰ |

Il glifo Braille 1 è un carattere Braille a 6 o 8 punti con il punto in alto a sinistra segnato.
È rappresentato dal punto di codice Unicode U+2801, e in Braille ASCII con "A".
| Carattere                          | ⠁                      | ⠁                      |
| ---------------------------------- | ---------------------- | ---------------------- |
| Nome Unicode                       | Braille pattern dots-1 | Braille pattern dots-1 |
| Codifiche                          | decimale               | esadecimale            |
| Unicode                            | 10241                  | U+2801                 |
| UTF-8                              | 226 160 129            | E2 A0 81               |
| riferimento numerico dei caratteri | &#10241;               | &#x2801;               |
| Braille ASCII                      | 65 0                   | 41                     |

## Braille unificato
In Braille internazionale unificato, il glifo Braille 1 è usato per rappresentare i fonemi IPA per la vocale aperta e per l'arrotondamento vowel sound, come /æ/ e /ɑ/, così come lettere degli alfabeti latina A, greco alfa, cirillico А, Ebraico aleph, ecc.
È usato anche per rappresentare la cifra 1.

### Tabella di valori Braille unificati
| Braille italiano       | A                                     |
| Braille francese       | A                                     |
| Braille inglese        | A                                     |
| Braille tedesco        | A                                     |
| Braille indiano        | अ / ਅ / અ / অ / ଅ / అ / ಅ / അ / அ / අ |
| Braille islandese      | A                                     |
| Braille IPA            | /a/                                   |
| Braille russo          | А                                     |
| Braille slovacco       | A                                     |
| Braille arabo          | ا                                     |
| Braille persiano       | ا                                     |
| Braille islandese      | A                                     |
| Braille tailandese     | ◌ะ                                    |
| Braille lussemburghese | a (minuscola)                         |

## Altri sistemi Braille
| Braille giapponese         | a / あ / ア              |
| Braille coreano            | g- / ㄱ                  |
| Braille cinese             | tone 1                   |
| Braille taiwanese          | tone 0                   |
| Braille cinese a due glifi | g- -èn                   |
| Braille di Nemeth          | simbolo non indipendente |
| Braille di Gardner Salias  | "a"                      |
| Braille algerino           | ا ‎                       |

## Con i punti 7 ed 8
Glifi Unicode correlati al glifo Braille 1 sono i glifi Braille 17, 18, e 178, che sono usati in sistemi Braille ad 8 punti, come Braille di Gardner-Salinas e Braille lussemburghese.
| Carattere                          | ⡁                       | ⡁                       | ⢁                       | ⢁                       | ⣁                        | ⣁                        |
| ---------------------------------- | ----------------------- | ----------------------- | ----------------------- | ----------------------- | ------------------------ | ------------------------ |
| Nome Unicode                       | Braille pattern dots-17 | Braille pattern dots-17 | Braille pattern dots-18 | Braille pattern dots-18 | Braille pattern dots-178 | Braille pattern dots-178 |
| Codifiche                          | decimale                | esadecimale             | decimale                | esadecimale             | decimale                 | esadecimale              |
| Unicode                            | 10305                   | U+2841                  | 10369                   | U+2881                  | 10433                    | U+28C1                   |
| UTF-8                              | 226 161 129             | E2 A1 81                | 226 162 129             | E2 A2 81                | 226 163 129              | E2 A3 81                 |
| riferimento numerico dei caratteri | &#10305;                | &#x2841;                | &#10369;                | &#x2881;                | &#10433;                 | &#x28C1;                 |

|                            | glifo 17      | glifo 18 | glifo 178 |
| -------------------------- | ------------- | -------- | --------- |
| Braille di Gardner Salinas | A (maiuscola) | α (alfa) |           |
| Braille lussemburghese     | A (maiuscola) |          |           |